# Sacculobates horologiorum
Sacculobates horologiorum är en kvalsterart som beskrevs av Grandjean 1962. Sacculobates horologiorum ingår i släktet Sacculobates och familjen Hermanniellidae. Inga underarter finns listade i Catalogue of Life.